# Rosa sect. Pimpinellifoliae
Rosa section Pimpinellifoliae es una de las once secciones del subgénero Eurosa.

## Origen y distribución
Los rosales de la sección Pimpinellifoliae son muy resistentes y tienen muchos híbridos espontáneos. Estos son originarios de Europa, Persia y Asia en dos formas, Rosa Pimpinellifoliae y Rosa Pimpinellifoliae tipo spinosissima
- Entre los Rosa Pimpinellifoliae podemos citar Altaica y Lutea amarillos, Luteola amarillo pálido, Hispida blanco, Rubra rosa, Minima de tan sólo 15 cm de alto y no olvidar Rosa Pimpinellifoliae 'Myriacantha', la spinolea de Plinio el Viejo, el rosal de las 1000 espinas, con una altura de entre 50 cm a 1 m, con flores blancas.
- Rosa Pimpinellifoliae tipo spinosissima, es la rosa spinosissima de Linneo o Scotch Rose o rosal de Escocia o rosal pimpinela cultivado desde 1600, muy adecuado para el suelo arenoso y a la niebla salina, de 30-90 cm de alto, flores blancas, rosas e híbridos con Rosa fœtida, otra pimpinela procedente de Persia, de color amarillo. Pero también Rosa hibernica, de Irlanda, Rosa Hugonis o rosal amarillo de China, Rosa 'Persan Yellow' por citar sólo los más conocidos.[1]

Algunas especies se han naturalizado en otros continentes: América, Oceanía.

## Principales especies
- Rosa ecae Aitch. (syn. Rosa xanthina var. ecae)
- Rosa foetida Herrm. (syn. Rosa lutea Mill.), el rosal fétido o rosal de  Austria
- Rosa hemisphaerica Herrm. (syn. Rosa sulphurea Aiton), rosal de los Turcos,
- Rosa hugonis Hemsl., el rosal del padre Hugo o rosal amarillo de China,
- Rosa kokanica (Regel) Regel ex Juz.,
- Rosa lutea Mill., ver Rosa foetida
- Rosa omeiensis Rolfe,
- Rosa omeiensis f. pteracantha  (Franch.) Rehder & E. H. Wilson, forma de espinas de alas rojas,
- Rosa pimpinellifolia L. (syn. Rosa spinosissima L.), el rosal pimpinela,
- Rosa primula Boulenger - Rosa incienso
- Rosa sericea Lindl., el rosal sedoso,
- Rosa spinosissima, ver Rosa pimpinellifolia,
- Rosa sulphurea Aiton, ver Rosa hemisphaerica,
- Rosa xanthina Lindl., el rosal de Manchuria.

## Cultivo y uso
Las variedades horticolas han sido seleccionadas para  el cultivo ornamental.